# Suore di San Giuseppe di Saint-Hyacinthe
Le Suore di San Giuseppe di Saint-Hyacinthe (in francese Sœurs de Saint-Joseph de Saint-Hyacinthe) sono un istituto religioso femminile di diritto pontificio: le suore di questa congregazione pospongono al loro nome la sigla S.J.S.H.

## Storia
La congregazione fu fondata il 12 settembre 1877 a Saint-Hyacinthe, in Québec, da Louis-Zéphirin Moreau, vescovo del luogo, insieme con Elisabeth Bergeron.
La prima casa all'estero fu aperta nel 1926 negli Stati Uniti; in seguito furono aperte missioni in Lesotho (1938), Brasile (1958) e Senegal (1970).
L'istituto ricevette il pontificio decreto di lode il 7 dicembre 1953 e le sue costituzioni ottennero l'approvazione definitiva della Santa Sede il 19 marzo 1962.

## Attività e diffusione
Le suore si dedicano essenzialmente all'educazione dell'infanzia nelle scuole primarie e, oltre ai tre voti comuni a tutti i religiosi, ne emettono un quarto di istruire i bambini.
Oltre che in Canada, sono presenti in Brasile, Ciad, Haiti, Lesotho, Senegal, Stati Uniti d'America e Sudafrica; la sede generalizia è a Saint-Hyacinthe.
Alla fine del 2008 la congregazione contava 355 religiose in 34 case.